# Hyles krancheri
Hyles krancheri är en fjärilsart som beskrevs av Bandermann. 1916. Hyles krancheri ingår i släktet Hyles och familjen svärmare. Inga underarter finns listade i Catalogue of Life.